# Allium meronense
Allium meronense — вид трав'янистих рослин родини амарилісові (Amaryllidaceae), поширений у західній Азії.

## Поширення
Поширений у західній Азії — Ізраїль, Ліван, Сирія.
Знайдений у середземноморському скрабі.

## Загрози та охорона
Під впливом випасу худоби та розвитку сільського господарства.
Вид охороняється в природному заповіднику Мерон, який охоплює близько 50% відомих популяцій. Необхідно подальше обстеження в межах його діапазону в південному Лівані.